# Gesprek (hoorspel)
Gesprek is een hoorspel naar het toneelstuk Dialogo (1970) van Natalia Ginzburg. Een hoorspelversie werd in 1973 onder de titel Dialog door de Schweizer Radio DRS uitgezonden. Sietske Dijkgraaf vertaalde het en de KRO zond het uit op dinsdag 29 januari 1974, van 21:15 ur tot 22:00 uur, in het programma Dinsdagavondtheater. De regisseur was Léon Povel.

## Rolbezetting
- Arthur Boni
- Els van Rooden
- Nel Snel

## Inhoud
Het gesprek waar het in dit stuk om gaat, speelt zich ’s ochtends vroeg af in de echtelijke slaapkamer. De vrouw heeft al uren wakker gelegen, misschien zelfs niet eens geslapen. Als haar man ontwaakt, krijgt hij de sterke indruk dat zij iets belangrijks wilde zeggen. Zij ontkent dat. Hij gelooft haar niet en hoe meer zij terugkrabbelt, hoe geprikkelder hij wordt en hoe meer pogingen hij doet om er achter te komen wat zij voor hem verborgen wil houden. Via allerlei veronderstellingen over alledaagse wederwaardigheden mondt het gesprek uit in de confrontatie met het hem volledig overrompelende, levensgrote probleem waarvan hun verdere huwelijksleven afhangt…